# Gran Premio Miguel Indurain
Gran Premio Miguel Indurain er et spansk endagsløb i landevejscykling som arrangeres hvert år i april. Løbet er blevet arrangeret siden 1951. Løbet er af UCI klassificeret med 1.Pro og er en del af UCI ProSeries.

## Vindere

### Campeonato Vasco-Navarro de Montaña
| År                                  | Vinder                      | Toer                            | Treer                       |
| ----------------------------------- | --------------------------- | ------------------------------- | --------------------------- |
| Campeonato Vasco-Navarro de Montaña |                             |                                 |                             |
| 1951                                | Hortensio Vidaurreta García |                                 |                             |
| 1952                                | Hortensio Vidaurreta García | Julián Aguirrezabal Gallastegui | Manuel Aizpuru              |
| 1953                                | Hortensio Vidaurreta García | Gabriel Company                 | Salvador Botella            |
| 1954                                | Miguel Vidaurreta           | Cosme Barrutia Iturriagoitia    | Jesús Moriones              |
| 1955                                | Jesús Galdeano              | Andreu Trobat García            | José Escolano Sánchez       |
| 1956                                | Antonio Ferraz              | Vicente Iturat                  | Hortensio Vidaurreta García |
| 1957                                | Miguel Chacón Diez          | Carmelo Morales                 | Vicente Iturat              |
| Campeonato de España de Montaña     |                             |                                 |                             |
| 1958                                | Bernardo Ruiz               | Gabriel Company                 | Anicet Utset                |
| Campeonato Vasco-Navarro de Montaña |                             |                                 |                             |
| 1959                                | Miguel Pacheco              | Antonio Karmany                 | Antonio Bertrán Panadés     |
| Campeonato de España de Montaña     |                             |                                 |                             |
| 1960                                | Antonio Jiménez Quiles      | Ángel Rodríguez López           | Benigno Azpuru              |
| Campeonato Vasco-Navarro de Montaña |                             |                                 |                             |
| 1961                                | José Pérez Francés          | Antonio Gómez del Moral         | Angelino Soler              |
| 1962                                | Juan Antonio Belmonte       | José Martín Colmenarejo         | Antonio Bertrán Panadés     |
| 1963                                | José Pérez Francés          | Antón Barrutia Iturriagoitia    | Carlos Echeverría           |
| 1964                                | Francisco Gabica            | Eusebio Vélez                   | José Pérez Francés          |
| 1965                                | Eusebio Vélez               | Valentín Uriona                 | Francisco López             |
| 1966                                | Carlos Echeverría           | Valentín Uriona                 | Manuel Martín Piñera        |

### Trofeo Gobierno de Navarra og Gran Premio Miguel Induráin
| År                                | Vinder                         | Toer                           | Treer                        |
| --------------------------------- | ------------------------------ | ------------------------------ | ---------------------------- |
| Campeonato de España de Montaña   |                                |                                |                              |
| 1967                              | Antonio Gómez del Moral        | Ginés García Perán             | José Pérez Francés           |
| Gran Premio Navarra               |                                |                                |                              |
| 1968                              | José Manuel López              | Luis Ocaña                     | Andrés Gandarias Albizu      |
| 1969                              | Gregorio San Miguel            | José Antonio González          | Nemesio Jiménez              |
| 1970                              | Antonio Gómez del Moral        | Carlos Echeverría              | Luis Zubero                  |
| Campeonato de España de Montaña   |                                |                                |                              |
| 1971                              | Miguel María Lasa              | Domingo Perurena               | Pedro Torres                 |
| Gran Premio Navarra               |                                |                                |                              |
| 1972                              | Vicente López Carril           | Miguel María Lasa              | José Luis Abilleira          |
| 1973                              | Domingo Perurena               | José Luis Abilleira            | Pedro Torres                 |
| 1974                              | Miguel María Lasa              | Domingo Perurena               | Antonio Martos Aguilar       |
| 1975                              | Agustín Tamames                | Jose Luis Viejo                | Domingo Perurena             |
| 1976                              | José Nazabal                   | Andrés Oliva                   | Manuel Esparza               |
| 1977                              | Vicente López Carril           | Enrique Cima                   | Javier Elorriaga             |
| 1978                              | Miguel María Lasa              | Javier Elorriaga               | Enrique Cima                 |
| 1979                              | Juan Fernández                 | Miguel María Lasa              | Faustino Rupérez             |
| 1980                              | Juan Fernández                 | Eulalio García Pereda          | Miguel María Lasa            |
| 1981                              | Eulalio García Pereda          | Miguel María Lasa              | Vicente Belda                |
| 1982                              | Pedro Muñoz                    | Juan Fernández                 | Marino Lejarreta             |
| 1983                              | Juan Fernández                 | José Luis Laguía               | Julián Gorospe               |
| 1984 ikke arrangeret              |                                |                                |                              |
| 1985                              | Celestino Prieto               | Federico Echave                | Álvaro Pino                  |
| 1986 ikke arrangeret              |                                |                                |                              |
| 1987                              | Miguel Indurain                | Iñaki Gastón                   | Federico Echave              |
| 1988                              | Pedro Delgado                  | Ángel Camarillo                | Marino Lejarreta             |
| Trofeo Comunidad Foral de Navarra |                                |                                |                              |
| 1989                              | Mariano Sánchez Martínez       | Federico Echave                | Casimiro Moreda García Tizón |
| 1990                              | Pedro Delgado                  | Federico Echave                | Marino Lejarreta             |
| 1991                              | Roland Le Clerc                | Peter Hilse                    | Viktor Klimov                |
| 1992                              | Julián Gorospe                 | Jean-François Bernard          | Viktor Klimov                |
| 1993                              | Johnny Weltz                   | Neil Stephens                  | José Ramón Uriarte           |
| 1994                              | Marino Alonso                  | Abraham Olano                  | José Ramón Uriarte           |
| 1995                              | Félix García Casas             | Miguel Ángel Peña              | Juan Carlos Vicario Barberá  |
| 1996                              | Alex Zülle                     | Laurent Jalabert               | David García Markina         |
| 1997                              | Mikel Zarrabeitia              | Bingen Fernández               | David Etxebarria             |
| 1998                              | Francisco Mancebo              | Stefano Garzelli               | Davide Rebellin              |
| Gran Premio Miguel Induráin       |                                |                                |                              |
| 1999                              | Stefano Garzelli               | David Etxebarria               | Davide Rebellin              |
| 2000                              | Miguel Ángel Martín Perdiguero | Laurent Jalabert               | Ángel Vicioso                |
| 2001                              | Ángel Vicioso                  | David Etxebarria               | Paolo Lanfranchi             |
| 2002                              | Ángel Vicioso                  | Marcos Serrano                 | Mario Aerts                  |
| 2003                              | Matthias Kessler               | Ángel Vicioso                  | David Etxebarria             |
| 2004                              | Matthias Kessler               | Miguel Ángel Martín Perdiguero | Daniele Righi                |
| 2005                              | Javier Pascual Rodríguez       | Alejandro Valverde             | Ángel Vicioso                |
| 2006                              | Fabian Wegmann                 | Andrea Moletta                 | Andrij Hryvko                |
| 2007                              | Rinaldo Nocentini              | Joaquim Rodríguez              | Alejandro Valverde           |
| 2008                              | Fabian Wegmann                 | Michael Albasini               | Joaquim Rodríguez            |
| 2009                              | David de la Fuente             | Aleksandr Kolobnev             | Fabian Wegmann               |
| 2010                              | Joaquim Rodríguez              | Michel Kreder                  | Aleksandr Kolobnev           |
| 2011                              | Samuel Sánchez                 | Aleksandr Kolobnev             | Fabian Wegmann               |
| 2012                              | Daniel Moreno                  | Mikel Landa                    | Ángel Madrazo                |
| 2013                              | Simon Špilak                   | Igor Antón                     | Peter Stetina                |
| 2014                              | Alejandro Valverde             | Tom-Jelte Slagter              | Sergej Tjernetskij           |
| 2015                              | Ángel Vicioso                  | Jon Izagirre                   | Beñat Intxausti              |
| 2016                              | Jon Izagirre                   | Sergio Henao                   | Moreno Moser                 |
| 2017                              | Simon Yates                    | Michael Woods                  | Sergio Henao                 |
| 2018                              | Alejandro Valverde             | Carlos Verona                  | Nick Schultz                 |
| 2019                              | Jonathan Hivert                | Luis León Sánchez              | Sergio Higuita               |
| 2021                              | Alejandro Valverde             | Aleksej Lutsenko               | Luis León Sánchez            |
| 2022                              | Warren Barguil                 | Aleksandr Vlasov               | Simon Clarke                 |
| 2023                              | Jon Izagirre                   | Sergio Higuita                 | Mattias Skjelmose            |
| 2024                              | Brandon McNulty                | Maxim Van Gils                 | Oscar Onley                  |
| 2025                              |                                |                                |                              |